# 幸せなら手をたたこう (映画)
『幸せなら手をたたこう』（しあわせならてをたたこう）は、大映製作の日本の映画。1964年12月19日に劇場公開された。カラー、シネスコ作品。昭和ガメラシリーズで有名な湯浅憲明の監督デビュー作。

## スタッフ
- 企画：竹谷豊一郎、藤山健彦
- 監督：湯浅憲明
- 脚本：長谷川公之
- 撮影：宗川信夫
- 音楽：伊部晴美
- 録音：渡辺利一[1][2]
- 美術：後藤岱二郎[1][2]
- 照明：伊藤幸夫[1][2]
- 編集：関口章治[2]

## 出演
- 佐々木正：宇津井健
- 中原ゆき：姿美千子
- 高木弘：倉石功
- 前田弥助：中村鴈治郎 (2代目)
- 前田一郎：高橋元太郎
- 前田粂子：村田知栄子
- 小西春子：東京子
- 田沢邦子：滝瑛子
- 田沢芳人：玉川良一
- 田沢喜代：飛田喜佐夫
- 中原和乃：町田博子
- 高木健造：高村栄一
- 林圭太：高見国一
- 小川明：堺正章
- 警部主任：丸井太郎
- 区長：潮万太郎
- 坂本九
- 勝新太郎（特別出演）
- 若尾文子（特別出演）
- 浜田ゆう子[1]